# Francisco J. Azcúnaga Guerra

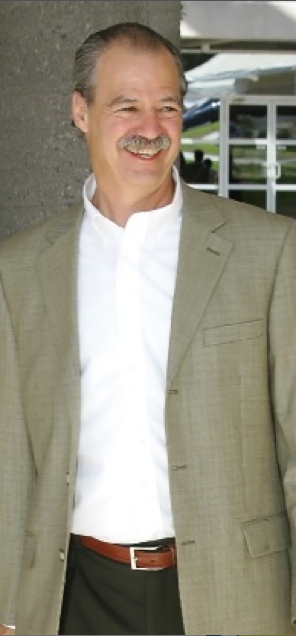
Francisco J. Azcúnaga Guerra

Francisco Javier Azcúnaga Guerra estudió Administración de Empresas en el Tecnológico de Monterrey y maestría en Administración de Planeación y Política Social en Harvard University. Doctorado en Planeación Universitaria en la Universidad de California, en Berkeley.

## Biografía
Con una vocación académica y empresarial que lo distingue, El Dr. Francisco J. Azcúnaga es consejero en diversas asociaciones y fungió como rector de la Universidad de Monterrey (UDEM) de 1993 hasta agosto de 2009.
Durante su gestión, la Universidad de Monterrey UDEM se consolidó como una de las mejores universidades mexicanas.
Académicamente, la calidad y selectividad de la UDEM ha crecido a la par de los más altos estándares internacionales y su equipo de profesores se ha consolidado como uno de los mejores grupos docentes del país.
Los estudiantes de la UDEM cuentan hoy con más de 500 alternativas para realizar estudios en el extranjero y la Institución recibe anualmente a alumnos de todos los continentes. 
Asimismo, estos años de su gestión se han caracterizado por impulsar el crecimiento físico del campus, brindando a sus estudiantes de todos los niveles educativos instalaciones de vanguardia. 
Destaca también su activa participación como presidente de la Sociedad de Fomento a la Educación Superior (SOFES), asociación no lucrativa que brinda ayuda financiera a estudiantes de alto rendimiento y alta necesidad económica a nivel nacional. 
También, es Presidente de la Asociación Mexicana de Universidades Privadas (AMUP), grupo que integra a las ocho mejores universidades particulares del país.
Fue Premiado con medalla a mérito y la Medalla al Mérito Cívico del Estado de Nuevo León.
En la quinta edición de la entrega de la Medalla al Mérito Ciudadano, en el municipio de San Pedro por su trayectoria y sus acciones, también con la Medalla al Mérito Cívico del Estado de Nuevo León (2009). 
El Dr. Francisco Azcúnaga participó también como asociado de la Fundación México en Harvard, A.C., y miembro del Club Harvard de Monterrey; de la Unión Social de Empresarios Mexicanos de Monterrey.
También fungió como Consejero, entre otras, de las siguientes asociaciones: Mexican Center of the Institute of Latin American Studies, de la "The University of Texas at Austin"; Executive Advisory Council de Systems & Computers Technology Corp.; Perfeccionamiento Integral, A.C., Seminario de Monterrey; Hospital Christus Muguerza, Conchita y Consejo de Ciudad de los Niños de Monterrey, A.B.P y American School Foundation of Monterrey.

Actualmente, se reincorporó a la labor docente en la UDEM, en los Departamentos de Educación y Administración, tanto a nivel profesional como en el posgrado y a un proyecto de Servicio Social, tema que siempre le ha apasionado.